# ليرا (أوغندا)
ليرا (بالإنجليزية: Lira)‏ هي عاصمة الإقليم الشمالي لأوغندا. يبلغ عدد سكان المدينة 99,059 حسب إحصاء 2014، وتقع على بعد 320 كيلومتر (200 ميل) شمال العاصمة كمبالا.

## الموقع
تقع ليرا حوالي 110 كيلومتر (68 ميل) جنوب شرق مدينة غولو، أكبر مدينة في الإقليم الشمالي، على طول الطريق السريع بين غولو ومبالي. كما تقع على بعد 320 كيلومتر (200 ميل) شمال العاصمة كمبالا. وتبعد حوالي 124 كيلومتر (77 ميل) عن سوروتي أقرب مدينة من جهة الجنوب. إحداثيات ليرا هي (خط العرض:02.2472، خط الطول:32.9000).

## السكان
بلغ عدد سكان المدينة 80,900 نسمة حسب إحصاء 2002. في 2010، قدر مكتب الإحصاء الأوغندي (UBOS) عدد السكان في 105,100 نسمة. في 2011، قدر المكتب إجمالي سكان المدينة منتصف السنة في حوالي 108,600 نسمة. في أغسطس 2014، حدد إحصاء السكان العدد في 99,059 نسمة.

## روابط خارجية
- حقائق سريعة عن مدينة ليرا وعن أوغندا